# IC 516
IC 516 је спирална галаксија у сазвјежђу Хидра која се налази на листи објеката дубоког неба у Индекс каталогу.
Деклинација објекта је - 1° 52' 16" а ректасцензија 8h 35m 50,8s. Привидна величина (магнитуда) објекта IC 516 износи 14,9 а фотографска магнитуда 15,7. IC 516 је још познат и под ознакама CGCG 4-75, PGC 24155.